# Chionaema vespertata
Chionaema vespertata är en fjärilsart som beskrevs av Cerny 1993. Chionaema vespertata ingår i släktet Chionaema och familjen björnspinnare. Inga underarter finns listade i Catalogue of Life.